# Bao Jingyan
Pour les articles homonymes, voir Bao.
Bao Jingyan (chinois 鮑敬言, EFEO Pao King-yen, pinyin Bào Jìngyán) est un écrivain chinois, précurseur de l'anarchisme en Chine.
Les dates de naissance et de mort de Bao Jingyan sont inconnues, de même que sa biographie, en dehors du fait qu'il était un lecteur de Laozi et Zhuangzi. Son traité daterait de la fin du iiie siècle ou du tout début du ive siècle.
Bao Jingyan est l'auteur d'un traité conservé dans le Waipian (partie du Baopuzi (en)) du taoïste Ge Hong. Ce dernier s'est en effet employé à réfuter l'essai de Bao. Bao est le premier en Chine à placer l'utopie sur le terrain de la politique. Influencé par la pensée de Zhuangzi, il s'oppose à l'absolutisme despotique. Sa formule « ni princes ni sujets » est devenue célèbre. Vu l'obscurité de la personne de Bao Jingyan, Jean Levi émet l'hypothèse qu'il pourrait être le prête-nom de Ge Hong, qui ferait ainsi passer des thèses subversives sans prendre trop de risques, ou à tout le moins que Ge éprouvait une certaine sympathie à l'égard de ces thèses.

## Traduction
- Éloge de l'anarchie par deux excentriques chinois : Polémiques du troisième siècle traduites et présentées par Jean Levi, Paris, Éditions de l'encyclopédie des nuisances, 2004, 92 p. (ISBN 2-910386-23-6)